# Optometrista
Az optometrista felsőfokú végzettségű egészségügyi szakember, aki a látás hibáit elsődlegesen diagnosztizálja, szemüveget, kontaktlencsét ír fel a páciensnek.

## Történet
Az optometria kifejezés a görög ὄψις (opsis; "nézet") és μέτρον (metron; "mérésre használt valami", "mérés", "szabály") szavakból származik. A szó akkor került be a nyelvbe, amikor a látást mérő műszert optométernek nevezték (mielőtt a foropter vagy refraktor kifejezéseket használták). Az opto gyök egy rövidített forma, amely a görög ophthalmos szóból származik, jelentése "szem". A legtöbb egészségügyi szakmához hasonlóan az optometristák képzése és minősítése országonként eltérő.

## Magyarországon
Az optometristákat a Semmelweis Egyetem Egészségtudományi karán képzik, 8 féléves képzésben, Bsc fokozatú diplomát kapnak.
A közegészségügyben a szemorvos asszisztenseként dolgozik, vagy a szemészeti osztályon a beteg szemek kötözését, ápolását végzi, szemvizsgálatokat végez. Magánorvosi rendelőkben a szemész szakorvosok munkáját segíti, optometriai szolgáltatást nyújt a pácienseknek. Optikai szaküzletekben szemvizsgálatot végez, szemüveget vagy kontaktlencsét ír fel a páciensnek. Illeszthet kontaktlencsét. Elsődlegesen diagnosztizál; képes a szemfenék vizsgálatára, a szembetegségeket észre venni, időben szemész szakorvoshoz küldeni a beteget.

## Magyarországon kívül
Az Egyesült Államokban, az Egyesült Királyságban, Ausztráliában képeznek Doctor of Optometry (O.D.) optometrista doktorokat, akik a közegészségügyben a szemészeti ellátás első pillérei. 4 év főiskolai képzés után 4 év Doctor of Optometry mesterképzés után szerezhetik meg a diplomájukat.
A zöldhályogbetegek gyógyszeres kezelését ők végzik, a gyermekkori és időskori szembetegségeket kiszűrik. CT-t, MRI-t, laborvizsgálatot rendelhetnek el. A szakterületükön belül orvossal egyenértékűek. Szembetegségeket diagnosztizálnak, gyógyszereket írhatnak fel, egyedül Louisiana államban kisebb szemészeti beavatkozásokat és kisebb szemműtéteket is végezhetnek.
Egyes országokban korlátozódik a munkavégzésük; a magyarországi munkakörhöz hasonlóan mértéktartóan diagnosztizálhatnak, és a munkakörük majdnem megegyezik. Viszont Ausztriában van mesterképzés is optometriából, ami az optometrista Bsc szakra épül.